# 안키오르니스
안키오르니스(학명: Anchiornis huxleyi 안키오르니스 훅슬레이[*])는 몸집이 작고 네 개의 날개가 달린 측조류 공룡 가운데 하나로 안키오르니스속의 단일종이며 현생 조류를 닮은 것으로 알려져 있다.  속명 Anchiornis는 그리스어로 '가까운 새'를 뜻하며 종소명 huxleyi는 찰스 다윈과 동시대 사람이었던 토마스 헉슬리의 성에서 따왔다.
안키오르니스의 화석은 중국 랴오닝성의 탸오지산 지층에 있는 약 1억 6천만 년 전 쥐라기 후기에 해당하는 바위에서 발견된 것이 유일하다. 수 백 개의 표본이 발견되었으며 이 화석들 중 일부가 세밀하게 보존된 덕분에, 거의 모든 모습을 확인할 수 있는 최초의 중생대 공룡이 되었으며, 조류의 초기 진화에 있어 중요한 정보 자원이 되었다.